# محمد متوسلانی
محمّد متوسّلانی (زادهٔ ۱۷ مهر ۱۳۱۴) هنرپیشه، فیلم‌نامه‌نویس، تهیه‌کننده و کارگردان ایرانی است. او به همراه منصور سپهرنیا و گرشا رئوفی گروه کمدی معروف سینمای ایران در دهه چهل خورشیدی را به وجود آورد. در ۱۳۳۷ با بازی در فیلم «طوفان در شهر ما» به کارگردانی ساموئل خاچیکیان وارد سینما شد و با کارگردانی فیلم‌هایی مانند سازش و ذبیح در دهه پنجاه شهرت خود را بیشتر کرد. سال ۱۳۶۸ در هشتمین دورهٔ جشنوارهٔ بین‌المللی فجر برای فیلم‌نامهٔ «جستجوگر» دیپلم افتخار گرفت و برای همین فیلم نامزد دریافت بهترین کارگردانی شد.

## زندگی
محمد متوسلانی در ۱۷ مهر ۱۳۱۴ در تهران به دنیا آمد. از دانشگاه تهران فوق دیپلم زبان و ادبیات انگلیسی گرفت در همین دانشگاه زیر نظر بلچر دورهٔ تئاتر را گذراند.
بعدها با مراجعه به استودیوهای فیلمسازی و ارائه عکس به آنها از استودیو عصر طلایی با او تماس گرفته شد و قراردادی با رقم دویست تومان نوشت. در روز فیلمبرداری متوجه شد باید در نقشی منفی کنار ناصر ملک‌مطیعی بازی کند و به همین خاطر اعلام انصراف کرد.

## بازیگری
تا روزی در سراج جاده آبعلی در کنار پاتوق دوغ آبعلی خاچیکیان را دید و او پیشنهاد بازی در فیلم طوفان در شهر ما را داد. و این اولین بازی او در سینما شد. به دنبال این اتفاق این سه نفر در کنار یکدیگر قرار گرفتند: متوسلانی، سپهرنیا و گرشا
بعد از آن فیلم خسرو پرویزی که در آن زمان منتقد سینما بود از متوسلانی خواست قصه‌ای به او بدهد که بر مبنای آن سه نفر باشد. 
او ۲۴ ساعت از زندگی سه جوان بیکار را نوشت و پرویزی آنرا به سناریو تبدیل کرد. فیلم بی ستاره ها ساخته شد و نشان دهنده استقبال از این گروه ۳نفر بود. این فیلم باعث تثیبت نسبی گروه سه نفره شد که طی چند سال بعد فیلمهای آنان جزو پرفروش های دهه ۴۰ و ۵۰ بود. سومین فیلم آنان در استودیو آژیر فیلم ساموئل خاچیکیان ساخته شد.
اولین سناریوی متوسلانی با کارگردانی آرامائیس آقامالیان بود. متوسلانی در این فیلم سعی کرد سه نفر از هم جدا باشند تا مثل دیگر گروه های کمدی مثلا لورل و هاردی وابسته نباشند تا بعد از جدایی دچار شکست شوند. برای همین در بچه محل از هم جدا بودند و متوسلانی به محله ای می‌آمد که گرشا رئوفی و منصور سپهرنیا در آنجا کاسب بودند و او عاشق خواهر گرشا میشد و ازدواج می کرد. ناگفته نماند بچه های محل استقبال چندانی نداشت.

## کارگردانی
بعد از آن متوسلانی فیلم ترس و تاریکی را تهیه و کارگردانی کرد که به لحاظ فروش کاملا شکست خورد.
متوسلانی دبیر شد و بدهی های فیلم خود را پرداخت میکرد. تا بعد مدتی که سپهرنیا به او میگوید میثاقیه تهیه کننده بزرگ و نامی گفته که اگر قصه ای بر اساس آنها باشد او می‌سازد. متوسلانی طرحی را به او میدهد به اسم سه تفنگدار که میثاقیه میپسندد و میدهد عباس شباویز آنرا کارگردانی کند و بسیار موفق و پرفروش میشود که این میشود آغاز موفقیت واقعی این گروه در دو دهه.
بعد از آن صابر رهبر فیلمی از آنها به نام سه نخاله می سازد که با کسب عنوان پرفروش ترین فیلم سال باعث تثببت گروه موفق تجاری میشود. صابر قرارداد میبندد با آنها سه قرار داد اما سناریو ندارد. قرارداد فسخ و با عصر طلایی کار میکنند.چند فیلم. بعد آن متوسلانی فیلم دومش سه کاراگاه خصوصی را با میثاقیه می‌سازد. فیلم موفقی میشود. 
او تعداد زیادی را کارگردانی میکند که جزو بهترین‌های گروه است. آنها با میثاقیه چند محصول مشترک در ژاپن و ترکیه تولید می‌کنند.
متوسلانی حدود ۲۰ فیلم را کارگردانی میکند .که تعدادی مربوط به گروه سه نفره است. بعد از کارگاه خصوصی او سه ناقلا در ژاپن را کارگردانی میکند. بعد از آن بیشتر تعداد تولید میثاقیه را متوسلانی کارگردانی می‌کند. 
او در دهه ۵۰ برای تحصیل در رشته سینما به آمریکا می رود. و عملا گروه علیرغم موفقیت تجاری آنها از هم می پاشد. متوسلانی که راس گروه در نوشتن و کارگردانی است و دوست دارد به سینمای جدی تری بپردازد. راهی امریکا می شود.

## همراه موج نو
بعد از برگشت از امریکا که عایدی آنچنانی برای متوسلانی ندارد، فیلم موفق سازش را می‌سازد .سناریو مشترک با بهبهانی. فیلمی موفق با بازی وثوقی و آرمان در نقد اجتماعی و تزویر شهری در قصه ای با محوریت شوراهای محلی که پدیده تازه ای در زندگی شهری است. فیلم توانست جوایز متعددی را در فستیوال سپاس به دست آورد و عملا متوسلانی به کارگردانان موج نو پیوست. فیلم سازش فیلمی کمدی انتقادی بود که بسیار موفق عمل کرد.
نکته جالب در این فیلم که نشان دهنده جدی بودن آن برای متوسلانی است، انتخاب اول نقش نامزد وثوقی خانم آرام است که متوسلانی بعد از چند سکانس می‌گوید چندان قیافه دخترانه ای ندارد و به جای آن نوش آفرین بازیگر این نقش می شود. آرام در فیلم بعدی متوسلانی یعنی ذبیح بازی می‌کند.
بعد این فیلم ذبیح اثری جدی بود به نویسندگی ابراهیم مکی. این بار هم وثوقی برای متوسلانی بازی کرد و به اصرار کارگردان، وثوقی در این فیلم سبیل داشت که علیرغم مخالفت وثوقی بعد موفقیت فیلم به متوسلانی اقرار میکند که نظر و انتخاب سبیل برای او چقدر درست بوده است. 
ابی در تیتراژ این فیلم یکی از معروف ترین ترانه های خود را خوانده به نام «پوست شیر» با آهنگسازی مرحوم واروژان. فیلمی موفق که توانست جوایزی را در فستیوال سپاس کسب کند. قصه باج گیری به نام ذبیح که بر اساس زندگی واقعی یکی از باج گیران شهر اراک ساخته شده؛ او به زندان می افتد و بعد از آزادی توسط پسرش که نمی داند او پدرش است کشته می شود.

## پس از ۱۳۵۷
فیلم کمدی معروف کفشهای میرزا نوروز به کارگردانی اوست. یکی از کمدی‌های بعد از انقلاب که سناریوی آنرا داریوش فرهنگ نوشته. با طرح و موضوعی شیرین و تاریخی که با بازبگران بزرگ آن زمان ساخته شده: علی نصیریان، محمدعلی کشاورز، سعید امیرسلیمانی و...

## فیلم‌شناخت

### بازیگر
این گروه زبل ۱۳۵۰ ترکیه 
- طوفان در شهر ما (۱۳۳۷)
- تپه عشق (۱۳۳۸)
- بی‌ستاره‌ها (۱۳۳۸)
- شیرفروش (۱۳۳۹)
- بچه‌های محل (۱۳۳۹)
- ترس و تاریکی (۱۳۴۲)
- سه تفنگدار (۱۳۴۳)
- ستاره صحرا (۱۳۴۳)
- جاهل‌ها و ژیگول‌ها (۱۳۴۳)
- سه کارآگاه خصوصی (۱۳۴۴)
- سه تا نخاله (۱۳۴۴)
- سه تا بزن‌بهادر (۱۳۴۴)
- سه ناقلا در ژاپن (۱۳۴۵)
- سه قهرمان (۱۳۴۵)
- سه بمب آتشین (۱۳۴۵)
- ولگردها (۱۳۴۶)
- سه جوانمرد (۱۳۴۶)
- پسران علاءالدین (۱۳۴۶)
- هفت دختر برای هفت پسر (۱۳۴۷)
- قدرت عشق (۱۳۴۷)
- سه دیوانه (۱۳۴۷)
- ریکاردو (۱۳۴۷)
- جنجال پول (۱۳۴۷)
- آواره‌های تهران (۱۳۴۷)
- غول بیابانی (۱۳۴۸)
- سه فراری (۱۳۴۸)
- پسران قارون (۱۳۴۸)
- یک چمدان سکس (۱۳۵۰)
- شیادان (۱۳۵۰)
- سه دلاور / سه دلاور بی‌باک (۱۳۵۰)
- سه تا جاهل (۱۳۵۰)
- یک میلیونر و دو مفلس (۱۳۵۱)
- اعجوبه‌ها (۱۳۵۱)
- حلقه‌های ازدواج (۱۳۵۶)
- دل و دشنه (۱۳۷۳)
- بانی چاو (۱۳۷۴)
- شب روباه (۱۳۷۵)
- زمهریر (۱۳۸۸)
- گناهکاران (۱۳۹۰)
- مستانه (۱۳۹۳)

• ارثیه فامیلی (۱۳۹۹)

### کارگردان
- ترس و تاریکی (۱۳۴۲)
- سه کاراگاه خصوصی (۱۳۴۴)
- سه ناقلا در ژاپن (۱۳۴۵)
- ولگردها (۱۳۴۶)
- هفت دختر برای هفت پسر (۱۳۴۷)
- یک چمدان سکس (۱۳۵۰)
- شیادان (۱۳۵۰)
- یک میلیونر و دو مفلس (۱۳۵۲)
- سازش (۱۳۵۳)
- ذبیح (۱۳۵۴)
- چنگک (مجموعه تلویزیونی) (۱۳۵۵) همراه با فریبرز صالح، جلال مقدم، فرخ ساجدی، جواد طاهری، امیر قویدل و اسحاق نعمان
- غارتگران (مجموعه تلویزیونی ۱۳۵۷)
- کفش‌های میرزا نوروز (۱۳۶۴)
- جستجوگر (۱۳۶۸)
- دو روی سکه (۱۳۷۱)
- هر چی تو بخوای (۱۳۸۵)

### نویسنده
- بچه‌های محل (۱۳۳۹)
- ترس و تاریکی (۱۳۴۲)
- سه تفنگدار (۱۳۴۳)
- سه کاراگاه خصوصی (۱۳۴۴)
- سه تا نخاله (۱۳۴۴)
- سه ناقلا در ژاپن (۱۳۴۵)
- ولگردها (۱۳۴۶)
- یک چمدان سکس (۱۳۵۰)
- شیادان (۱۳۵۰)
- سه دلاور (۱۳۵۰)
- سازش (۱۳۵۳)
- حلقه‌های ازدواج (۱۳۵۶)
- دوروی سکه (۱۳۷۱)

### تهیه‌کننده
- بچه‌های محل (۱۳۳۹)
- ترس و تاریکی (۱۳۴۲)
- ولگردها (۱۳۴۶)
- دو روی سکه (۱۳۷۱)

### تدوین
- ترس و تاریکی (۱۳۴۲)
- یک میلیونر و دو مفلس (۱۳۵۱)

### حضورِ افتخاری
- آسمون جل (۱۳۳۸)
- فریاد نیمه شب (۱۳۴۰)

### تلوزیون
- معین پزشک (۱۳۷۵)
- شب روباه (۱۳۷۸)
- گاهی به پشت سر نگاه کن (۱۳۹۴)
- درجستجوی آرامش (۱۳۹۶)